# François d'Harcourt
 (juillet 2011).
Si vous disposez d'ouvrages ou d'articles de référence ou si vous connaissez des sites web de qualité traitant du thème abordé ici, merci de compléter l'article en donnant les références utiles à sa vérifiabilité et en les liant à la section « Notes et références ».
Pour les autres membres de la famille, voir Maison d'Harcourt.
François, duc d'Harcourt, né le 6 novembre 1689 et mort  à Saint-Germain-en-Laye le 10 juillet 1750, est un officier français des règnes de Louis XIV et de Louis XV. 
Ayant pris part aux guerres de succession d'Espagne, de Pologne et d'Autriche, il termine sa carrière militaire comme son père, avec le grade de lieutenant-général des armées du Roi et la dignité de maréchal de France.

## Biographie

### Origines familiales et jeunesse
François d'Harcourt est issu de la Maison d'Harcourt, une grande famille de la noblesse normande dont les origines remontent au XIe siècle. 
Elle a donné à la France plusieurs maréchaux, ainsi qu'un grand nombre d'officiers, d'ambassadeurs et de pairs de France. 
Il est le fils aîné d'Henri, 1er duc d’Harcourt (1654 -1718), pair et maréchal de France et de Marie Anne Claude Brulart de Genlis (1669 †1750), dame de Pisy.

### La guerre de Succession d'Espagne (1701-1714)
Il est encore au collège lorsqu’il lève un régiment de cavalerie du nom de « marquis d'Harcourt » (commission du 23 novembre 1705). 
En 1706, il sert dans les mousquetaires et participe la même année à la bataille de Ramillies. En 1707, il est affecté l'armée de Flandre, avec laquelle il ne fait aucune expédition. 
En 1708, il prend le commandement effectif de son régiment, qu'il conduit au combat à Audenarde le 11 juillet. En 1709, sous les ordres du maréchal d'Harcourt, son père, à la tête de l'armée du Rhin, son régiment défend le moulin de Besval, soutenant l’attaque des gardes avancées de l’ennemi. Le 15 juillet 1710, il obtient un régiment de cavalerie ancien, vacant du fait de la mort du marquis de Lesart et se démet du régiment qu’il avait précédemment. En 1712, il obtient du roi le régiment Dauphin-Cavalerie. 
Il obtient la lieutenance générale du gouvernement de la Franche-Comté après la démission de son père. Il prête serment en cette qualité le 4 février 1713. La même année, il participe à la prise de Spire, de Worms, de Kaiserslautern et de Fribourg, mais aussi à la défaite du général de Vaubonne le 20 septembre.

### La période 1714-1733
Il se démet du régiment Dauphin-Cavalerie en 1716. 
À la démission de son père, il obtient le commandement de la 5e compagnie française des gardes du corps du roi (26 juin 1718) et prête serment le jour même. On le fait alors brigadier. 
Devenu le deuxième duc d'Harcourt à la mort de son père, le 19 octobre 1718, il en prend le titre et est reçu au parlement de Paris le 19 janvier 1719.  
En 1728, il achète le marquisat de La Mailleraye, près de Rouen, à Marie Angélique Fabert, la seconde épouse de son grand-père.  
Il est fait maréchal de camp le 24 avril 1728 et chevalier des Ordres du roi le 16 mai. 
Il se démet de la lieutenance générale de la Franche-Comté le 10 mai 1730.

### La guerre de Succession de Pologne (1733-1738)
Affecté à l'armée d’Italie, il investit Pizzighettone en Lombardie, qui capitule le 29 novembre 1733. 
Il participe à la prise du château de Milan (29 décembre 1733), au siège de Novare, qui capitule le 7 janvier 1734, et combat à Colorno et à Parme. Détaché avec huit escadrons le 12 juillet 1734, il s’empare le lendemain de Reggio d'Émilie et de Rubiera. 
Promu au grade de lieutenant général le 1er août, il sert en cette qualité à la bataille de Guastalla (19 septembre) : secondé par le comte de Châtillon, le duc d'Harcourt marche à la tête de la cavalerie de l'aile gauche, charge victorieusement les cuirassiers impériaux et les repousse au-delà d’une plaine où commence l’action générale. La cavalerie française s’étant remise en ordre de bataille, le duc d'Harcourt repousse encore celle des ennemis mais reçoit un coup de fusil dans le bras. Après une période de convalescence, il rejoint l’armée à Crémone. Pendant l’hiver, il est chargé de la défense du duché de Parme, Plaisance et Guastalla. 
En 1735, il participe aux sièges et à la prise des châteaux de Gonzague, de Riggiolo et de Revere. 
Les combats prennent fin dès novembre 1735, avec les préliminaires de paix de Vienne, qui seront confirmés après plusieurs mois de négociations par le traité de Vienne de 1738.
En janvier 1739, il obtient le gouvernement général de la principauté de Sedan et de ses dépendances, à la démission du maréchal de Coigny qui passe au gouvernement d’Alsace. 

### La guerre de Succession d'Autriche (1740-1748)
La guerre avec l'Autriche reprend en 1741, à la suite de l'avènement de Marie-Thérèse à la fin de 1740. En 1741, la France s'allie avec la Bavière pour la soutenir contre l'Autriche.

#### En Bavière (1741-1742)
Le duc d'Harcourt est affecté à l'armée de Bavière en 1742, qu'il commande seul jusqu’à sa jonction avec le corps d'armée du marquis de Ravignan. Durant cette période, il chasse, le 26 mars, les ennemis des débouchés qu’ils occupaient dans les montagnes de Souabe, ainsi que des postes d’Öhringen, de Langenau et de Lavingen. Il repousse jusqu’à l’Isar les troupes autrichiennes qui étaient cantonnées près d’Ulm, les éloigne d’Ingolstadt et les chasse enfin de Kellen, où il se joint au marquis de Ravignan. De concert, ils font lever le siège de Straubing le 9 avril. 
Le marquis de Ravignan étant mort, le duc d'Harcourt, seul au commandement, s’empare de Kindorff, facilite aux Bavarois le rétablissement de leurs ponts sur l’Isar, et occupe ensuite le camp de Niederalteich, où il se maintient pendant cinq mois, à la vue des ennemis qui n'osent pas l'attaquer. 
Le comte Maurice de Saxe ayant été nommé pour prendre le commandement des troupes, le duc d'Harcourt rejoint alors l’armée du maréchal de Maillebois qui vient de Westphalie et se dirige vers la Bohême, où les Français (de Broglie et Belle-Isle) sont assiégés dans Prague. 
Il en est détaché le 21 septembre pour aller s’emparer de la ville de Plan où il fait 400 prisonniers. 

#### En Allemagne (1743)
Affecté à l'armée du Rhin sous le commandement du maréchal de Noailles à partir du 1er mai 1743, il en commande le flanc droit à Dettingen, le 27 juin. Au cours de cette bataille, il marche à la tête de la maison du roi, enfonce trois fois l’infanterie et la cavalerie ennemis et est blessé d’un coup de fusil à l’épaule. 

#### En Alsace: la reprise de Saverne (août 1744)
Nommé commandant l'armée de la Moselle en avril 1744, il la conduit devant Valenciennes au mois de mai, puis revient sur la Meuse au mois de juillet. 
Lorsque le prince Charles de Lorraine envahit l'Alsace, le duc d'Harcourt s'avance afin d'empêcher l'ennemi, qui s'est déjà emparé de Saverne, de pénétrer en Lorraine. Le 13 août, il entreprend de chasser les 12 000 hommes de la force d'occupation de Saverne sous les ordres du général Ferenc Nádasdy (appelé Nadasti en France à l'époque) et du baron de Trenck. Il attaque de front et par les revers les retranchements élevés sur les hauteurs de Saverne, gardés par des pandours et des Croates. Il les oblige à se réfugier à Saverne, puis les force à quitter la ville. L’aile droite de l’armée de Charles-Alexandre de Lorraine vient alors au secours du comte de Nádasdy. Le duc d'Harcourt ramène les soldats dans son camp, pratiquement sans pertes. Les Autrichiens ont perdu environ 1 200 hommes, les Français seulement 71. Dans la nuit du 15 au 16 août, Charles-Alexandre de Lorraine repasse la Zorn et abandonne définitivement Saverne. 
Après cela, d'Harcourt rejoint l’armée du Rhin et y sert au siège de Fribourg, qui capitule en novembre. 

#### Aux Pays-Bas (1745-1746)
Affecté à l’armée de Flandre sous le commandement du roi (lettres du 1er avril 1745), il investit Tournai le 26 avril 1745 et y ouvre la tranchée le 30. Les ennemis, voulant secourir cette place, attaquent les Français à Fontenoy le 11 mai : durant cette bataille, le duc d'Harcourt commande l'aile droite de l’armée française. 
Il investit Dendermonde le 7 août, s’empare le lendemain des maisons à portée de la redoute la plus avancée, sur la chaussée de Malines. Le 9 août, il attaque et prend cette redoute, et fait 1 300 prisonniers de guerre. Dendermonde capitule le 12 août ; un des articles de la capitulation stipule que la garnison ne ferait aucune sorte de service militaire pendant 18 mois. On trouve dans la place 50 000 munitions, 70 000 sachets de poudre, 20 000 bombes et boulets, 8 mortiers en fer et 40 pièces de canon. Toujours dans la même armée en 1746, le duc d'Harcourt combat à la bataille de Rocourt, le 11 octobre. 
Il est fait maréchal de France à Fontainebleau, le 19 octobre 1746, prête serment le 20 novembre 1746 et fait enregistrer son état à la connétablie le 12 avril 1749.

### Décès
Il meurt à Saint-Germain-en-Laye, le 10 juillet 1750, à l’âge de 60 ans, sans laisser de postérité mâle. Son frère, Louis Abraham d'Harcourt, prêtre, lui succède comme 3e duc d'Harcourt jusqu'à son décès, le 27 septembre 1750 et a pour successeur comme 4e duc d'Harcourt leur frère, Anne Pierre d'Harcourt.

## Mariages et descendance
François d'Harcourt épouse à Paris, paroisse Saint Roch, le 14 janvier 1716, Marguerite-Louise-Sophie de Neufville-Villeroy, fille de Nicolas de Neufville, duc de Villeroy, pair de France, et de Marguerite Le Tellier de Louvois. Elle meurt le 4 juin 1716, sans postérité. 
Il se remarie à Paris, paroisse Saint Sulpice, le 31 mai 1717, avec une cousine germaine de sa première épouse, Marie-Madeleine Le Tellier de Barbezieux, fille de Louis François Marie Le Tellier, marquis de Barbezieux, ministre et secrétaire d'État à la Guerre, chancelier de l'Ordre du Saint Esprit, et de Marie Thérèse Delphine d'Alègre. De ce dernier mariage sont issus :
- Françoise-Claire d'Harcourt (Paris, paroisse Saint Sulpice, 12 mai 1718 - Vienne, 9 mai 1751), mariée à La Mailleraye le 6 juillet 1738 avec Emmanuel Dieudonné de Hautefort, marquis de Hautefort et de Surville, seigneur de Champien, ambassadeur du roi Louis XV près la Cour d'Autriche, à Vienne de 1749 à 1751. Tous deux sont les grands-parents maternels du duc de Richelieu par leur fille Adélaïde-Gabrielle, épouse de Louis-Antoine duc de Richelieu ; et d'Anne-Adélaïde de Mailly par leur fille Adélaïde-Julie, épouse de Louis-Joseph-Augustin de Mailly-Nesle-Rubempré-Montcavrel : d'où une postérité illustre, Anne-Adélaïde de Mailly épousant le prince Louis-Marie d'Arenberg, fils puîné du duc Charles-Marie-Raymond, d'où Amélie-Louise d'Arenberg mariée avec le duc en Bavière Pie-Auguste (Amélie-Louise et Pie-Auguste sont les grands-parents de l'impératrice d'Autriche Sissi et les arrière-grands-parents de la reine Elisabeth de Belgique) ;
- Angélique-Adélaïde d'Harcourt (Paris, paroisse Saint Sulpice, 30 août 1719 - 7 septembre 1744), mariée le 18 février 1741 avec Emmanuel de Croÿ, prince de Croÿ-Solre, grand d'Espagne, maréchal de France (1718-1784), dont postérité ;
- Gabrielle-Lydie d'Harcourt (Paris, paroisse Saint Sulpice, 21 décembre 1722 - 1801), mariée le 3 mai 1740 avec Claude-Louis-François de Régnier, comte de Guerchy, marquis de Nangis, ambassadeur à Londres de 1763 à 1767 (1715-1767), dont postérité ;
- Louis François d'Harcourt, capitaine des Gardes du corps (1743), puis mestre de camp du régiment de Pons cavalerie (1745). Né à Paris, paroisse Saint Sulpice, le 6 octobre 1728, il meurt dans la même paroisse le 15 mars 1748, avant son père, sans alliance.

## Pour approfondir

### Pages connexes
- Maison d'Harcourt
- Liste des seigneurs d'Harcourt
- Château d'Harcourt (Thury-Harcourt)

### Sources
- Chronologie militaire, t. III, page 363
- Mémoires du temps, Gazette de France
- Christophe Levantal, Ducs et pairs et duchés-pairies laïques à l'époque moderne (1519-1790), 1996, Paris, Maisonneuve & Larose, 1018 p. p. 649-651.